# Роза Петер
Роза Петер (угор. Rózsa Péter; при народжені Роза Політцер угор. Rózsa Politzer) — угорська математикиня і логікиня, яка найбільш відома як «матір-засновниця теорії обчислюваності».

## Молодість і освіта
Петер народилась в Будапешті, Угорщина. Вона навчалася в Університеті Петера Пазмані (нині Будапаштський університет), спочатку вивчала хімію, але пізніше перейшла на математику. Вона відвідувала лекції Ліпота Фейєра та Йожефа Кюршака. Під час навчання в університеті вона познайомилася з Ласло Кальмаром; вони співпрацюватимуть у наступні роки, і Кальмар заохочував її продовжувати свою любов до математики.
У 1927 році після закінчення навчання Петер не змогла знайти постійну посаду викладачки, хоча склала іспити на кваліфікацію викладача математики. Через наслідки Великої депресії багато випускників університетів не могли знайти роботу, і Петер почала займатися приватними репетиторами. У цей час вона також розпочала навчання на аспірантурі.

## Професійна кар'єра та дослідження
Спочатку Петер розпочала свої дипломні дослідження з теорії чисел. Коли виявила, що її результати вже були підтверджені роботами Роберта Кармайкла та Л. Е. Діксона, вона покинула математику, щоб зосередитися на поезії. Однак повернутися до математики її переконав друг Ласло Кальмар, який запропонував їй дослідити роботу Курта Геделя з теорії неповноти. Вона підготувала власні, різні докази роботи Геделя.
У 1932 році Петер представила результати своєї статті з рекурсивної теорії «Rekursive Funktionen», до Міжнародного конгресу математиків у Цюріху, Швейцарія. Влітку 1933 року вона працювала з Полом Бернайсом у Геттінгені, Німеччина, над великим розділом про рекурсивні функції в книзі «Grundlagen der Mathematik», яка з'явилася в 1934 році під іменами Давида Гільберта і Бернайса. Її основні результати підсумовані в книзі, а також з'явилися в кількох статтях у провідному математичному журналі «Mathematische Annalen», перший у 1934 р. Публікація була під назвою Політцер-Петер, оскільки того ж року вона змінила своє єврейське прізвище Політцер на Петер. За свої дослідження вона отримала ступінь доктора філософії з відзнакою в 1935 році. У 1936 році вона представила статтю під назвою «Über rekursive Funktionen der zweiten Stufe» до Міжнародного конгресу математиків в Осло . Ці роботи допомогли заснувати сучасну область теорії рекурсивних функцій як окрему область математичних досліджень.
У 1937 році її призначили редактором журналу Journal of Symbolic Logic.
Після ухвалення єврейських законів 1939 року в Угорщині, Петер було заборонено викладати через її єврейське походження, і вона була ненадовго ув'язнена в гетто в Будапешті. Під час Другої світової війни вона написала свою книгу «Гра з нескінченністю: математичні дослідження та екскурсії», робота для неспеціалістів на теми теорії чисел і логіки. Спочатку опублікований угорською мовою, він був перекладений англійською та щонайменше десятком інших мов.
Після закінчення війни в 1945 році Петер отримала своє перше повне місце викладання в Будапештському педагогічному коледжі. У 1952 році вона стала першою угорською жінкою, яка отримала ступінь доктора математики. Після закриття коледжу в 1955 році вона викладала в Університеті Етвеша Лоранда до виходу на пенсію в 1975 році. Вона була популярним професором, її студенти називали «тіткою Розою».
У 1951 році вона опублікувала свою ключову роботу «Rekursive Funktionen», першу книгу про сучасну логіку. Протягом свого життя вона продовжувала публікувати важливі статті з рекурсивної теорії. У 1959 році вона представила велику статтю «Über die Verallgemeinerung der Theorie der rekursiven Funktionen für abstrakte Mengen geeigneter Struktur als Definitionsbereiche» до Міжнародного симпозіуму у Варшаві (пізніше опублікований у двох частинах у 1961 і 1962).
Починаючи з середини 1950-х років, Петер застосувала теорію рекурсивних функцій до комп'ютерів. Її остання книга, яку опублікували в 1976 році, була «Rekursive Funktionen in der Komputer-Theorie» («Рекурсивні функції в теорії комп'ютера»). Спочатку опублікована угорською мовою, це була друга угорська математична книга, опублікована в Радянському Союзі, оскільки її предмет вважався незамінним для теорії обчислювальної техніки. Його було перекладено англійською мовою в 1981 році.

## Нагороди
У 1951 році Петер було удостоєно премією Кошута. У 1953 році вона отримала премію Мано Беке від Математичного товариства Яноша Болаяї, у 1970 році — Срібну державну премію, у 1973 — Золоту державну премію. У 1973 році вона стала першою жінкою, обраною до Угорської академії наук.